# The Fields of Anfield Road
The Fields of Anfield Road — популярна серед уболівальників футбольного клубу «Ліверпуль» пісня, яка використовується під час перерви в матчі. Вона є однією з найвідоміших пісень фанатів команди (нарівні з «You'll Never Walk Alone»). У тексті згадуються легенди футболу «Ліверпуля» Біл Шенклі,  Боб Пейслі, Кенні Далгліш, Стів Хайвей. Її виконують на мотив пісні «Fields of Athenry».
У 2009 році з нагоди двадцятої річниці трагедії на «Гіллсборо» до пісні дописали ще один куплет, який присвятили померлим у 1996 фанатам «Ліверпуля», а також вийшов сингл, у запису якого брали участь легендарні гравці «Ліверпуля» (Кенні Далгліш, Брюс Гроббелар, Алан Кеннеді, Ховард Гейл) та сім'ї фанатів, які померли під час трагедії.
Зазвичай під час матчу пісня виконується не повністю — співається фанатами тільки приспів, для того, щоб більше «мотивувати та підбадьорити» своїх гравців.